# 姫子松柾
姫子松 柾（ひめこまつ まさき、2003年5月20日 - ）は、日本の俳優。愛知県出身。ピンナップスアーティスト所属。175cm、O型。

## 出演

### ドラマ
2023年
- TBS日曜劇場「Get Ready!」1話
- 日本テレビ「君が死ぬまであと100日」

2024年
- 読売テレビ「シークレット同盟」1話
- MBS「恋をするなら二度目が上等」最終話
- NHK大河ドラマ「光る君へ」第41回～ - 藤原教通 役

2025年
- フジテレビ/FOD「私は整形美人」
- テレビ東京「ジョフウ 〜女性に××××って必要ですか?〜」 - アミ 役

### TV
2024年
- NHK「とまどい社会人のビズワード講座」
- フジテレビ「恋の結末はミュージックビデオで」

### 映画
2024年
- 「私の卒業」プロジェクト第5期「こころのふた～雪ふるまちで～」

2025年
- 「早乙女かなこの場合は」 - 鬼怒川光司 役

### MV
- 江口侑「熱帯魚」
- ちたへんりー「さいだー」
- 眉村ちあき「未来の僕が手を振っている」
- 華「Flower」